# 新世紀環球中心

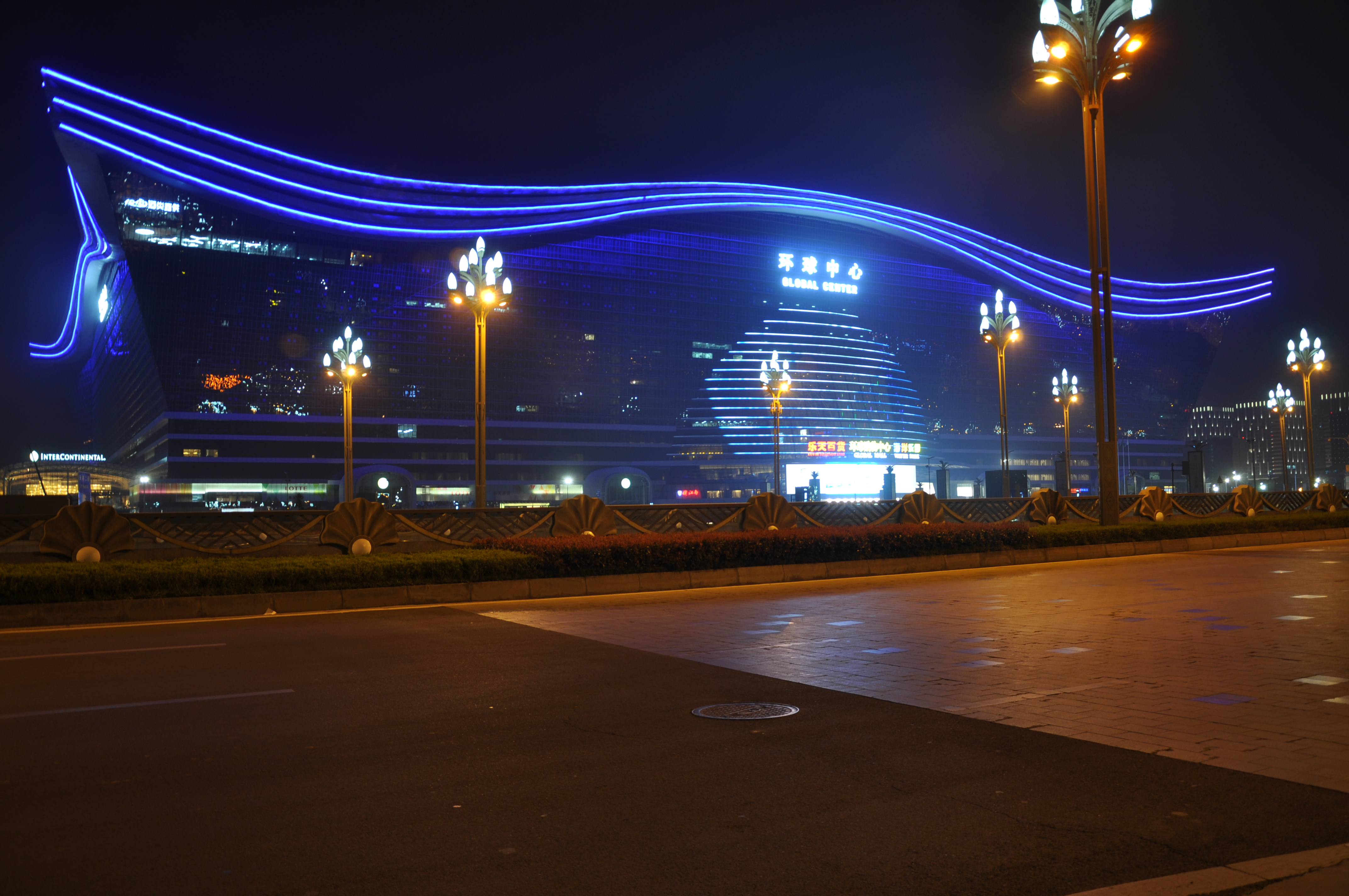
夜景

新世紀環球中心（中国語: 新世纪环球中心; 拼音: Xīnshìjì huánqiú zhōngxīn）は成都市に建設された単一の建造物として世界最大の床面積を保持する商業施設である。

## サイズ
高さ100メートル、サイズが500 x 400メートルで、1,700,000m2の床面積を持ち、床面積における世界最大の建造物。これは1,000,000m2で完成まで世界最大であったアールスメール花市場を700,700m2上回る大きさであり、シドニーのオペラハウスが20棟入るほどの大きさである。

## 開発
新世紀環球中心は億万長者として知られるDeng Hong氏のエンターテイメントおよび旅行グループ（ETG）によって開発された。170万m2のうち約40万m2はショッピングモール等の商業施設であり、また、オフィス、会議室、大学、2つの商業センター、ホテル、映画館、地中海の村や海賊船を模したエンターテイメント施設、スケートリンクも含まれている。建物の中心はウォーターパーク（パラダイスアイランドウォーターパーク）で、5,000平方メートルのプールとなっている。内部に含まれているインターコンチネンタルホテルは、1,009室の客室があり、複合施設の端に位置している。当建造物は成都地下鉄1号線の錦城広場駅と直結している。
建物は、イラクと英国の建築家ザハ・ハディッドによって設計された成都現代芸術センターに面している。

## 論争
ショッピングエリアの一部は2013年初めにオープンしたが、2013年3月にグローバルフォーチュン500カンファレンスを開催したときに正式に全体がオープンする予定だった。
しかし、開発者であるDeng Hong氏が汚職容疑で逮捕され、「政治的屈辱の可能性を与えられた」としてカンファレンスは成都のシャングリ・ラホテルで開かれた。
その後、2013年8月22日に開業した。